# Triphleba gracilipes
Triphleba gracilipes är en tvåvingeart som först beskrevs av Johann Wilhelm Meigen 1830.  Triphleba gracilipes ingår i släktet Triphleba och familjen puckelflugor. Inga underarter finns listade i Catalogue of Life.